# Будапештское гетто
Будапе́штское ге́тто — еврейское гетто, созданное нацистами в Будапеште в ноябре 1944 года в рамках политики преследования и уничтожения евреев. В январе 1945 года освобождено наступавшими советскими войсками.

## Евреи в Будапеште
Евреи жили в Будапеште ещё со времен Средневековья, их численность в городе сильно выросла в XIX веке. В 1920 году еврейское население города составляло 215 512 человек или 23,2 % от всех жителей. Будапешт был вторым городом в Европе по размеру еврейского населения после Варшавы. В дальнейшем количество и доля евреев уменьшились в связи с сокращением рождаемости, переходом многих евреев в христианство и эмиграцией из-за антисемитской политики режима Хорти.
Преследование евреев в Венгрии началось с 1938 года правым националистическим режимом Миклоша Хорти. В 1941 году в Будапеште жило 184 тыс. евреев и 62 тыс. крещеных евреев, которые в соответствии с антиеврейскими законами подвергались репрессиям. От этих мер евреи несли экономические потери, а многие еврейские мужчины были принудительно призваны на так называемую «трудовую службу» («трудовые батальоны»). Часть из них была направлена на оккупированную Украину в составе 2-й венгерской армии. После разгрома под Сталинградом большинство служащих трудовых батальонов погибло или попало в плен. С момента вступления Венгрии в войну летом 1941 года и до начала немецкой оккупации 19 марта 1944 года погибло 15 350 евреев Будапешта.

## Создание гетто и геноцид

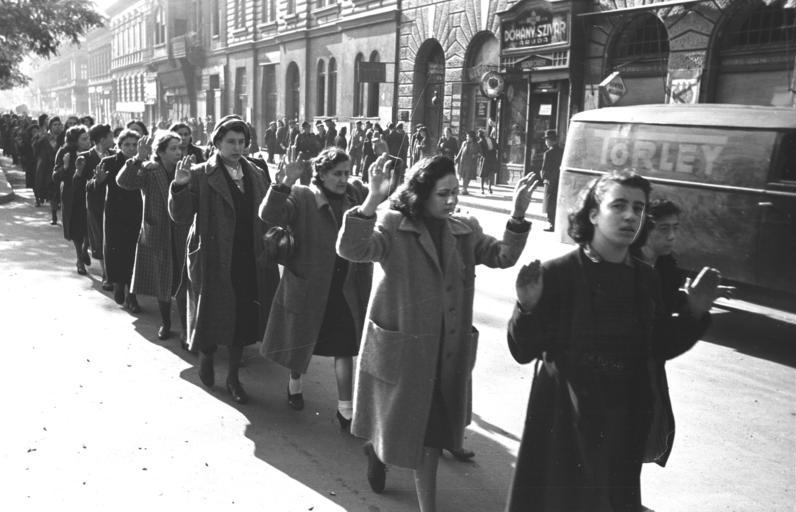
Массовые аресты евреев в Будапеште

В марте 1944 года немецкие войска оккупировали Венгрию. Множество евреев было арестовано. Создание гетто в провинции началось в апреле 1944 года и вслед за этим началась депортация в лагеря смерти.
Первое принудительное переселение будапештских евреев произошло после бомбардировки города союзниками в начале апреля 1944 года. Тогда некоторое количество евреев были сконцентрированы в VI и VII округах города. В реальности подготовка к созданию гетто началась 9 мая 1944 года. По плану были намечены районы, «очищенные от евреев» и 7 районов для их размещения поблизости от военных объектов. Однако в реальности гетто получилось более рассредоточенным.
Регистрация жителей города прошла 1-2 июня 1944 года, а 15 июня министр внутренних дел Венгрии издал приказ о создании гетто в Будапеште. Согласно приказу под гетто было выделено 2000 домов, помеченных желтыми звездами и огороженных стеной. Всего в гетто планировалось переселить 220 тыс. евреев. 22 июня был опубликован новый, окончательный список домов для переселения евреев — их было 1948 и большая их часть находилась в центральных районах Пешта. С 5 июня евреям Будапешта разрешалось делать покупки только с 11:00 до 13:00, также ограничивался доступ кафе, баням, кинотеатрам и другим общественным местам. 25 июня для евреев Будапешта был введен комендантский час.
Жителей гетто начали депортировать в концлагеря сразу после его образования. В августе 1944 года под международным давлением после публикации так называемых «протоколов Освенцима» сформированное Хорти новое правительство под руководством генерала Гезы Лакатоша прекратило депортации. Однако после неудачной попытки Хорти вывести Венгрию из войны и в результате переворота 15 октября 1944 года к власти в Венгрии пришла нацистская партия «Скрещённые стрелы». Положение евреев резко ухудшилось, депортации в лагеря смерти возобновились.
В начале ноября 1944 года около 25 тысяч будапештских евреев были отправлены пешком к австрийской границе в сторону Хегьешалома на строительство военных укреплений вместе с ещё 60 тысячами венгерских евреев. Многие участники этого марша погибли в пути и впоследствии на этих работах. 
К концу ноября Красная армия подошла к Будапешту и правительство нилашистов приступило к эвакуации. Город оказался во власти военных патрулей, которые организовали массовые расправы над узниками гетто. Тысячи евреев Будапешта были убиты в городе на берегах Дуная. Нилашисты привозили жертвы на берег реки, связывали и стреляли в первого. Тот падал в воду и тащил за собой остальных. Количество жертв таких убийств не установлено.
За время оккупации Венгрии еврейское население Будапешта сократилось с 200 тысяч до 70 тысяч человек в гетто. Около 20 тысяч человек проживало в домах за пределами гетто, пользуясь документами, выданными дипломатами нейтральных стран (в том числе Раулем Валленбергом и Джорджо Перласка).

## Освобождение Будапешта

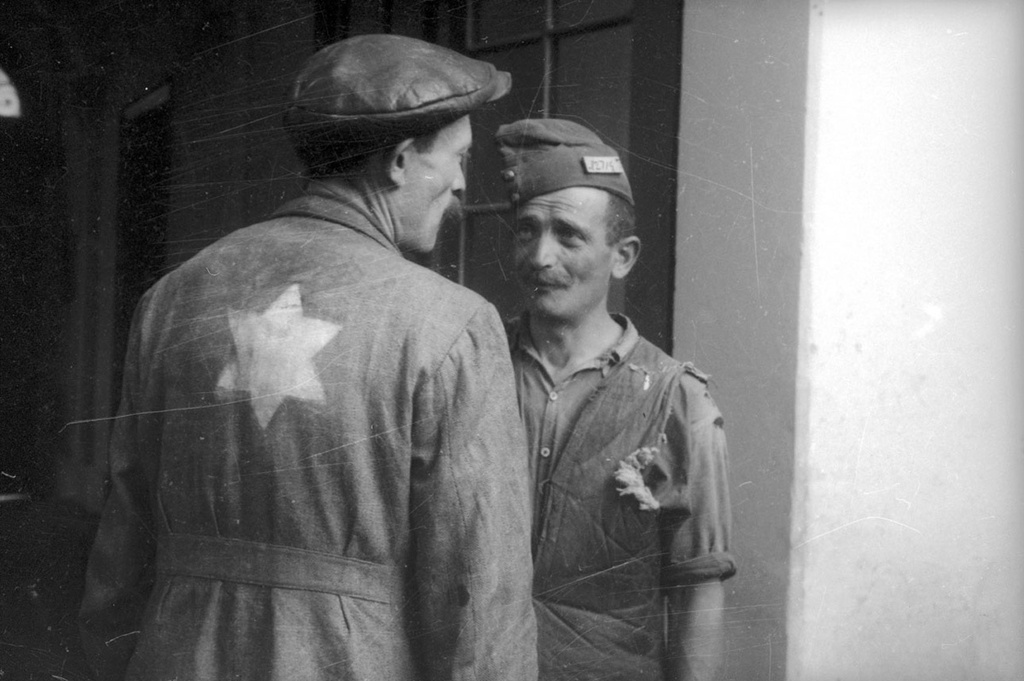
Выжившие обитатели Будапештского гетто, фотография Евгения Халдея, февраль 1945 года

18 января 1945 года гетто было освобождено частями 151-й Краснознамённой Жмеринской дивизии, при этом охрана гетто оказала сопротивление. По словам одного из участников боёв, гетто было подготовлено к взрыву. К этому моменту в гетто и в помещениях, подконтрольных дипломатическим миссиям нейтральных стран, находилось около 94 тысяч евреев. Ещё около 20 тысяч евреев позднее возвратились из концентрационных лагерей и трудовых батальонов.
В 2005 году в память о жертвах на набережной Дуная установлен мемориал.